# Lora Shiao

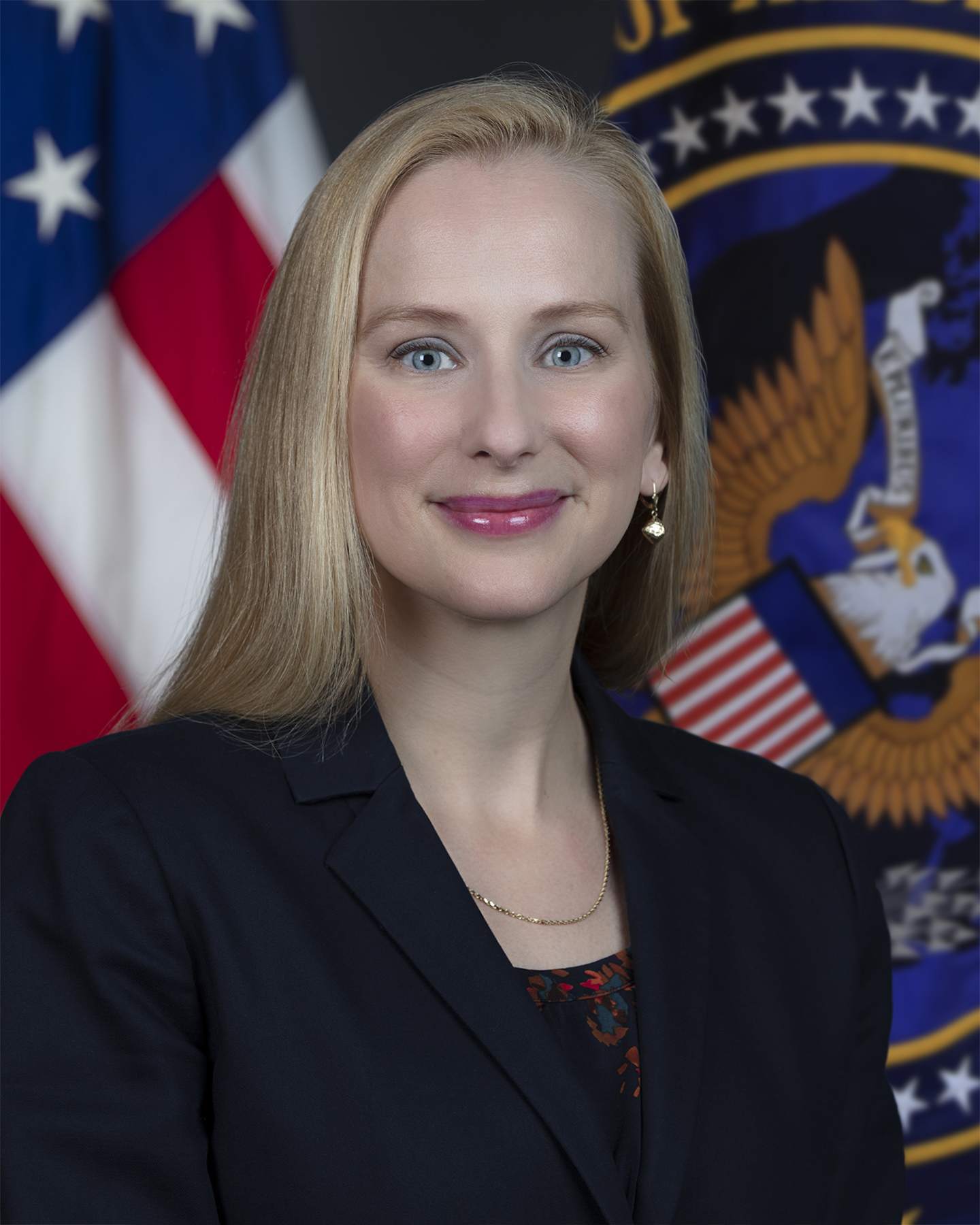
Lora Shiao (2019)

Lora Shiao ist eine amerikanische Geheimdienstoffizierin, die seit Oktober 2020 als Chief Operating Officer des Büros des Direktors der Nationalen Geheimdienste fungiert. Am 20. Januar 2021 wurde sie bis zur Vereidigung von Avril Haines am Folgetag zur kommissarischen Direktorin der Nationalen Geheimdienste im Kabinett Biden ernannt. Vom 25. Januar 2025 bis 12. Februar 2025 war sie erneut kommissarische Direktorin der Nationalen Geheimdienste im Kabinett Trump II.

## Werdegang
Zuvor hatte Shiao verschiedene Positionen im Nationalen Zentrum für Terrorismusbekämpfung (NCTC) inne: Stellvertretende Direktorin für terroristische Identitäten in den Jahren 2015–2016, stellvertretende Direktorin für Geheimdienste in den Jahren 2016–2019, Exekutivdirektorin von März 2019 bis April 2020 und stellvertretende Direktorin des NCTC von März 2019 bis April 2020. Während ihrer Zeit bei NCTC war sie zwischen April und August 2020 auch kommissarische Direktorin, bis sie durch Christopher C. Miller ersetzt wurde.